# 다카이 고타
다카이 고타(일본어: 高井 幸大, 2004년 9월 4일 ~ ) 일본의 축구 선수로 포지션은 센터포워드, 오른쪽 윙어, 세컨드 스트라이커이며 현재 프리미어리그 토트넘 홋스퍼 소속이다.

## 경력

### 가와사키 프론탈레
가와사키 프론탈레 유스 출신으로 U-12 팀부터 소속되어 활동했다. 2021년, 클럽 역사상 처음으로 프리미어리그 승격에 기여했으며, 2종 등록 선수로 1군에 등록되었다.
2022년 2월, 고등학교 2학년이었음에도 앞당겨 프로 계약을 체결했다. 같은 해 4월 18일, AFC 챔피언스리그 조별리그 2차전 광저우 FC와의 경기에서 교체 출전하며 프로 데뷔전을 치렀다.
2024년에는 J리그에서 활약을 인정받아 베스트 영 플레이어상을 수상했다.
2025 시즌에는 리그 개막전에서 선제골을 기록하는 등 주전으로 활약하였다. AFC 챔피언스리그 2024–25에서는 결승전에서 패하며 준우승에 그쳤으나, 팀의 준우승에 크게 기여하였다. 6월 30일, 해외 이적 준비 및 절차를 위해 7월 5일 J1리그 23라운드 가시마 앤틀러스전을 끝으로 팀을 떠날 예정임이 발표되었고, 예정대로 팀을 떠났다. 이로써 20세의 나이에 J1리그 통산 60경기 출전을 기록하며 가와사키 프론탈레에서의 활약을 마쳤다.

### 토트넘 홋스퍼
2025년 7월 8일, 잉글랜드 프리미어리그의 토트넘 홋스퍼 FC로 완전 이적하는 데 합의하였음이 발표되었다. 국제 이적 승인 및 노동 허가가 완료되는 대로 2030년까지 5년 계약을 공식 체결할 예정이다.

### 국가대표팀
그는 2023년 FIFA U-20 월드컵에 참가할 일본 U-20 국가대표팀에 발탁되었으며, 3경기에 출전했다.
2024년 AFC U-23 아시안컵에 참가할 일본 U-23 국가대표팀에 발탁되었으며, 우승에 기여했다. 7월, 파리 올림픽에 출전할 일본 올림픽 대표팀 명단에 포함되었다. 3경기에 출전, 8강 진출.
같은 해 8월 29일, 2026년 FIFA 월드컵 아시아 3차 예선에 참가할 일본 대표팀에 처음으로 발탁되었으며, 9월 5일 중국과의 경기(사이타마 스타디움 2002)에서 후반 71분 교체 출전하며 A대표팀 데뷔전을 치렀다.

## 소속 클럽
- 리버 FC
- 가와사키 프론탈레 U-12/U-13(요코하마 시립 야코오 초등학교)
- 가와사키 프론탈레 U-15(요코하마 시립 야코오 중학교)
- 가와사키 프론탈레 U-18(가나가와 현립 스게 고등학교 → 다이이치 가쿠인 고등학교)
  - 2021년, 2022년 가와사키 프론탈레 (2종 등록 선수)[3]
- 2022년 - 2025년 : 가와사키 프론탈레
- 2025년 - : 토트넘 홋스퍼 FC

## 통계

### 클럽
| 클럽  | 클럽     | 클럽  | 리그 | 리그 | 컵     | 컵     | 리그컵  | 리그컵  | 대륙   | 대륙   | 총계 | 총계 |
| 시즌  | 클럽     | 리그  | 출장 | 득점 | 출장   | 득점   | 출장    | 득점    | 출장   | 득점   | 출장 | 득점 |
| 일본  | 일본     | 일본  | 리그 | 리그 | 천황배 | 천황배 | J리그컵 | J리그컵 | 아시아 | 아시아 | 합계 | 합계 |
| ----- | -------- | ----- | ---- | ---- | ------ | ------ | ------- | ------- | ------ | ------ | ---- | ---- |
| 2022  | 가와사키 | J1    | 0    | 0    | 0      | 0      | 0       | 0       | 1      | 0      | 1    | 0    |
| 2023  | 가와사키 | J1    | 14   | 0    | 4      | 0      | 3       | 0       | 2      | 0      | 23   | 0    |
| 2024  | 가와사키 | J1    | 24   | 2    | 0      | 0      | 0       | 0       | 1      | 0      | 25   | 2    |
| 2025  | 가와사키 | J1    |      |      |        |        |         |         |        |        |      |      |
| 총 계 | 총 계    | 총 계 | 38   | 2    | 4      | 0      | 3       | 0       | 4      | 0      | 49   | 2    |

- 2021년은 2종 등록 선수 (출전 없음)

### 국가대표팀
| 일본 | 일본 | 일본 |
| 연도 | 출전 | 득점 |
| ---- | ---- | ---- |
| 2024 | 1    | 0    |
| 2025 | 3    | 0    |
| 통산 | 4    | 0    |

## 수상 내역

### 팀

#### 가와사키 프론탈레 U-18
- 다카마도노미야배 JFA U-18 축구 프린스 리그 간토(2021년)

#### 가와사키 프론탈레
- 천황배 JFA 전일본 축구선수권대회 : 1회(2023년)
- 슈퍼컵(2024년)[10]

### 개인
- J1리그 베스트 영플레이어상(2024년)

### 대표

#### U-23 일본 대표
- AFC U-23 아시안컵(2024년)

## 국가대표 경력
- U-15 일본 대표
  - 유럽 원정(2019년)

- U-19 일본 대표
  - 지바 캠프(2022년)
  - Maurice Revello Tournament(2022년)
  - AFC U-20 아시안컵 예선(2022년)
  - 스페인 원정(2022년)

- U-20 일본 대표
  - AFC U-20 아시안컵(2023년)
  - FIFA U-20 월드컵(2023년)

- U-22 일본 대표
  - AFC U-23 아시안컵 예선(2023년)

- U-23 일본 대표
  - AFC U-23 아시안컵(2024년)
  - 파리 올림픽 2024(2024년)

- 일본 대표
  - 2026 FIFA 월드컵 아시아 3차 예선(2024년-2025년)